# Monstre de Gila
Heloderma suspectum
Espèce
Statut de conservation UICN

 NT  : Quasi menacé
Statut CITES
Heloderma suspectum, le Monstre de Gila, est une espèce de sauriens venimeux de la famille des Helodermatidae.
C'est un lézard lent, d'aspect massif, pouvant atteindre 60 cm. C'est le seul lézard venimeux connu d'Amérique du Nord avec son proche cousin Heloderma horridum. Bien qu'il soit venimeux son caractère tranquille voire passif fait qu'il est peu dangereux pour les humains. Il a toutefois mauvaise réputation et est parfois tué pour cette raison bien qu'il soit protégé en Arizona.

## Distribution et habitat
Cette espèce se rencontre en Californie, au Nevada, en Utah, en Arizona et au Nouveau-Mexique aux États-Unis.
Ce lézard vit dans des zones assez arides comme les garrigues, déserts, forêts de chênes, se cachant dans des terriers, fourrés ou sous des rochers, de préférence proches de zones plus humides. Il semble en effet apprécier l'eau et peut être observé se plongeant dans les flaques après une pluie d'été. Il évite de s'aventurer dans les espaces découverts comme les terres cultivées.

## Description

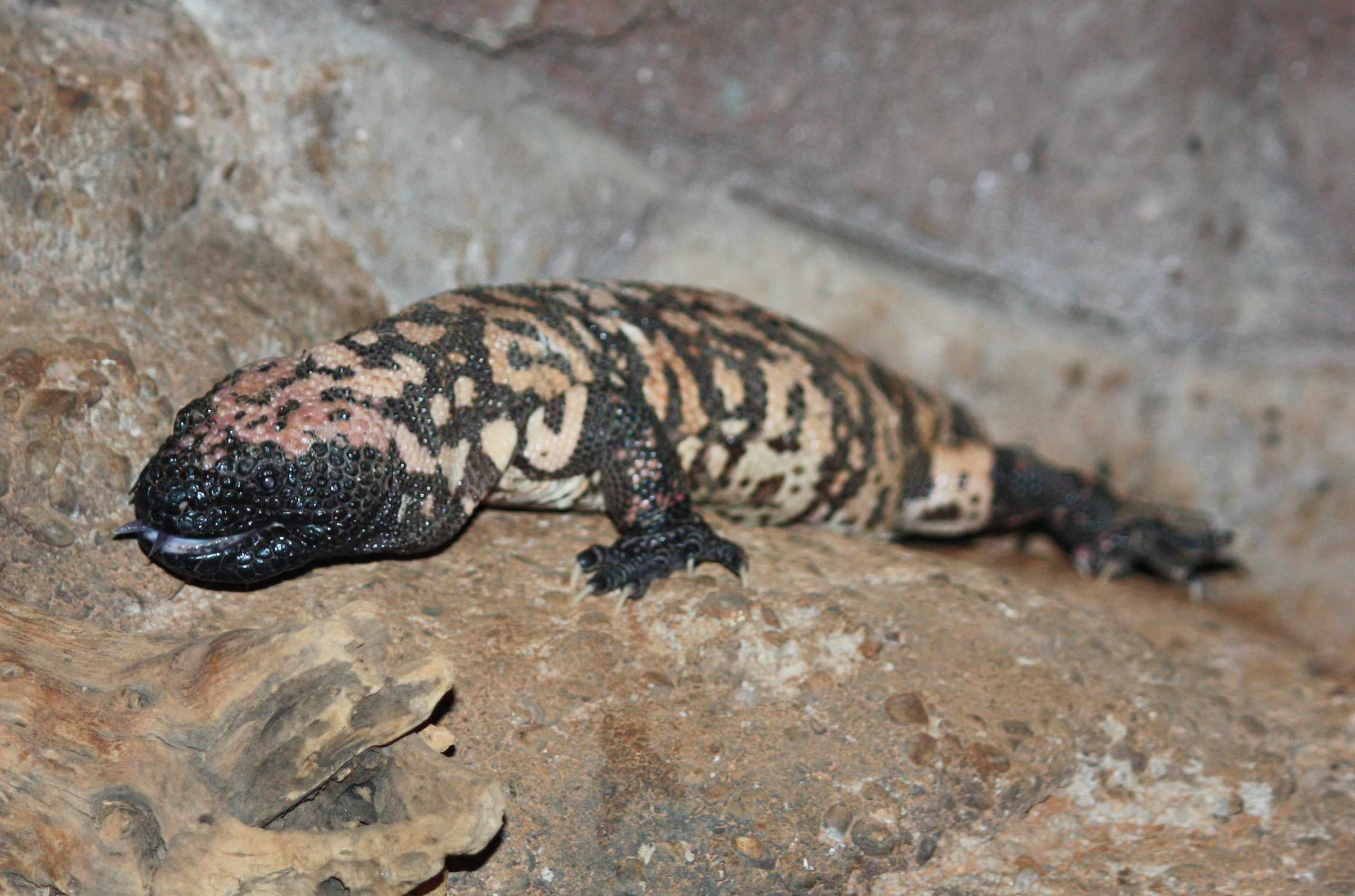
Heloderma suspectum.

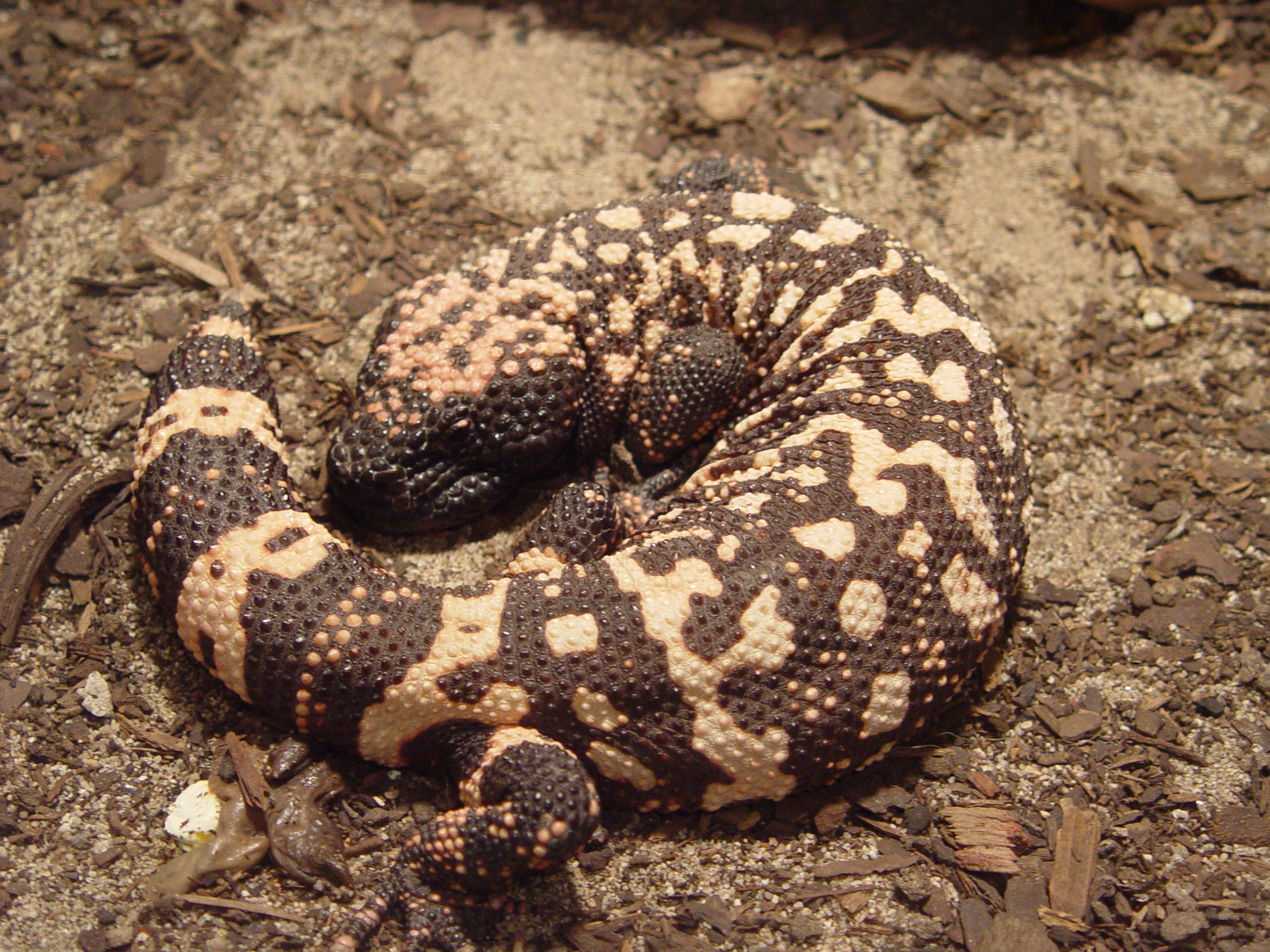
Heloderma suspectum.

C'est l'un des rares lézards venimeux du monde, et un des deux seuls d'Amérique.
Sa taille atteint 60 centimètres. La couleur de sa peau peut être noire, rose, orange ou jaune, en général avec un fond noir moucheté de couleur, les taches s'organisant parfois en bandes transversales.

## Alimentation
Le monstre de Gila se nourrit de grenouilles, d'insectes, de souris, de lapins et de charognes et d'œufs.
Il a la capacité de ne se nourrir que cinq à dix fois par an, et garde en réserve les graisses nécessaires pour l'hiver dans sa queue. Mais lorsqu'il se nourrit il peut avaler jusqu'à un tiers de son poids.
Il utilise son sens très développé de l'odorat pour localiser ses proies − en particulier les œufs − et est capable de localiser un œuf de poule enterré à 15 cm de profondeur et de suivre la trace d'un œuf déplacé.
Les proies sont tuées par mastication si elles sont grosses ou avalées vivantes sinon. Il est capable d'escalader des arbres et des cactus pour chercher des œufs et des petits dans leurs nids.

## Comportement
Le Monstre de Gila sort d'hibernation en janvier ou février. La reproduction a lieu en mai-juin. À l'approche de la saison des amours les mâles se combattent en se poussant et se frappant des pattes, jusqu'à ce que l'un d'entre eux prenne le dessus sur l'autre. Le mâle cherche une femelle à l'odeur. Si elle est réceptive, la copulation peut durer de 15 minutes à deux heures et demie. La femelle pond en juillet-août de 2 à 12 œufs (5 en moyenne) qu'elle enterre dans le sable. L'incubation dure environ 9 mois, les petits naissant d'avril à juin de l'année suivante. Ils mesurent environ 16 cm à la naissance et produisent du venin dès leur sortie. Les jeunes atteignent la maturité sexuelle entre 3 et 5 ans.
Bien qu'il ait un faible métabolisme et une vitesse de course les plus faibles chez les reptiles il possède une grande capacité aérobie − en particulier chez les mâles − probablement parce que c'est un avantage lors des combats pour la reproduction.
Le Monstre de Gila peut vivre jusqu'à 20 ans dans la nature et 30 ans en captivité.

## Venin

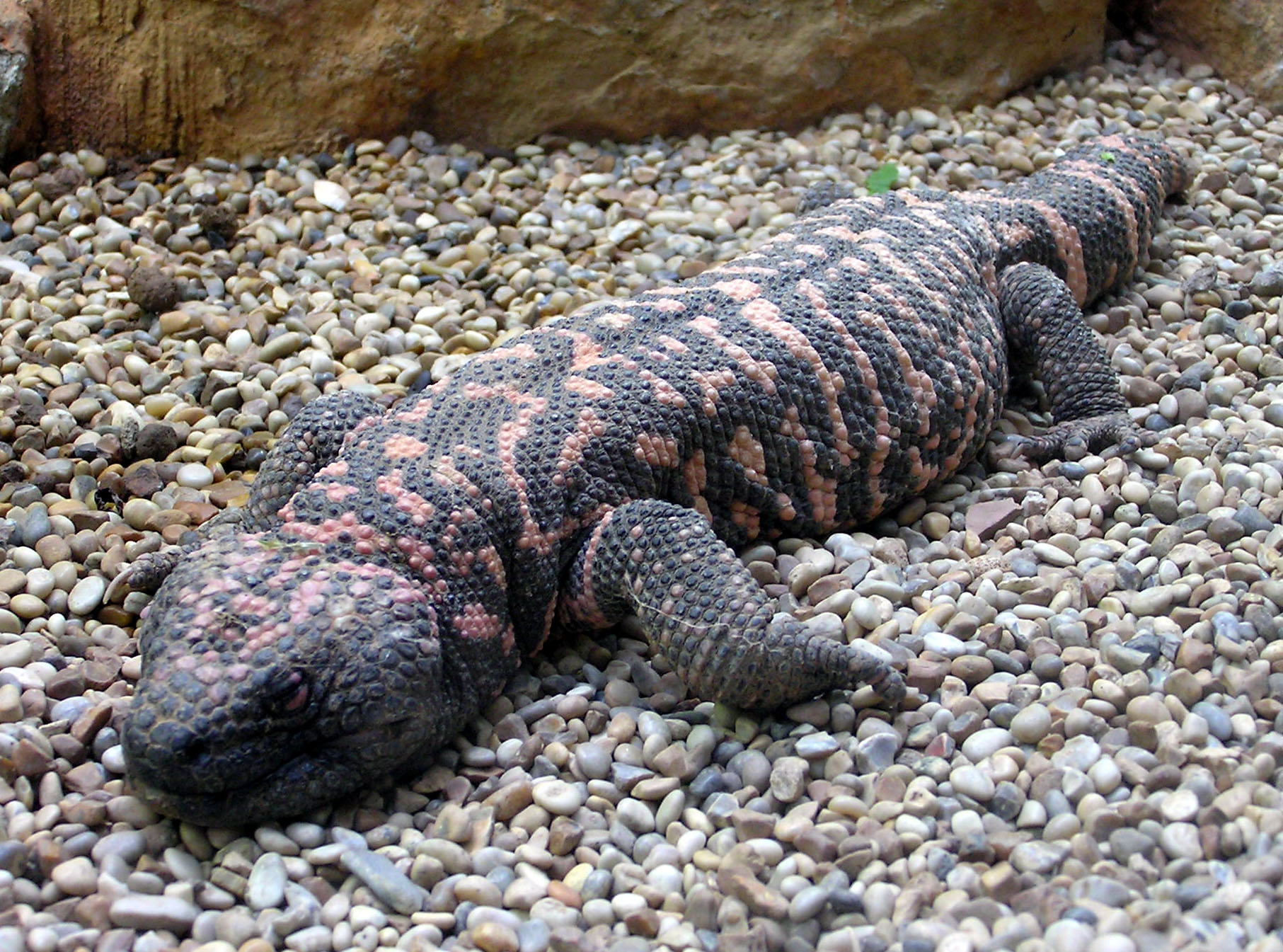
Un monstre de Gila au zoo de Bristol à Bristol, Royaume-Uni. Photographie prise en mai 2005.

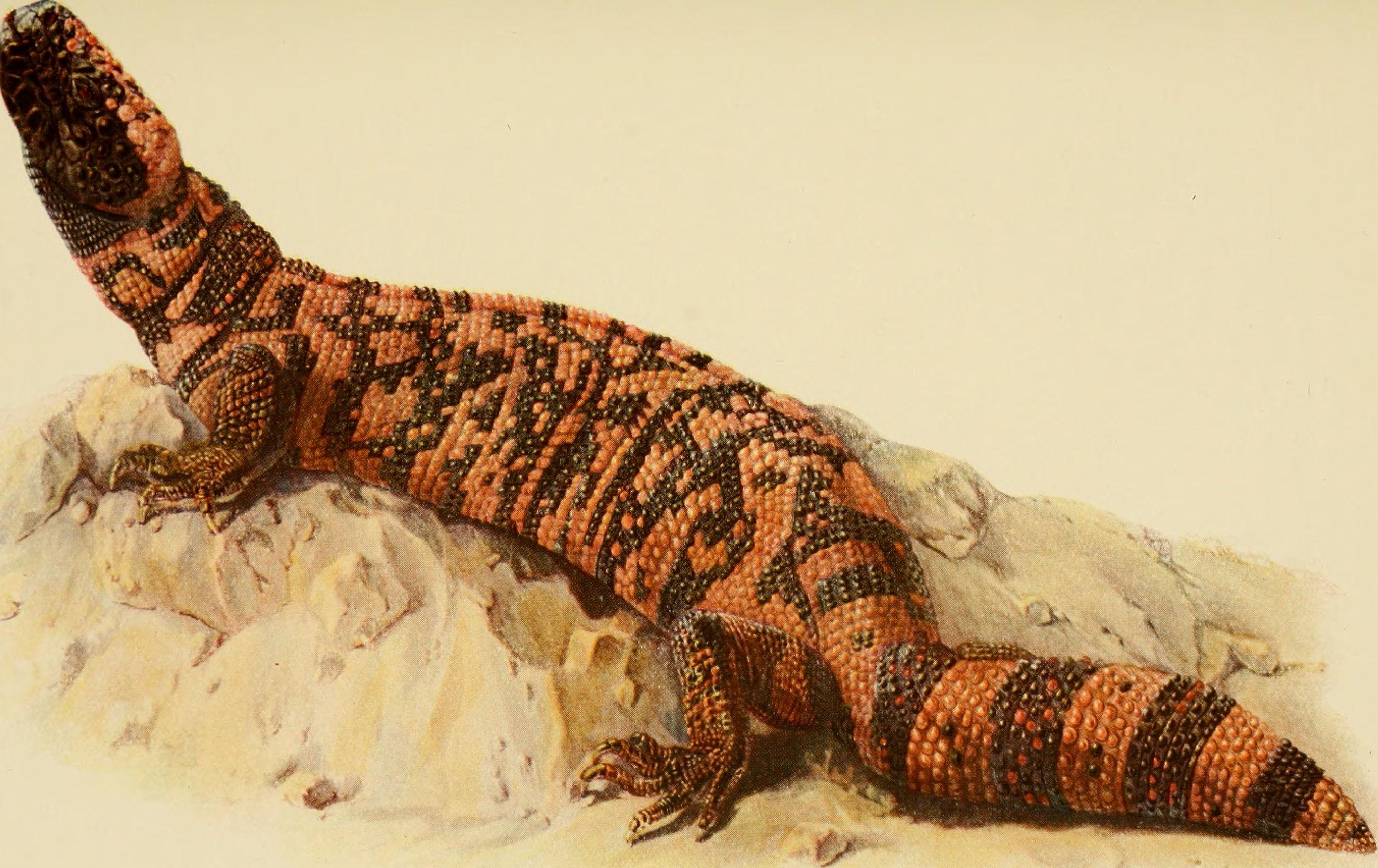
Animaux venimeux et venins, 1922.

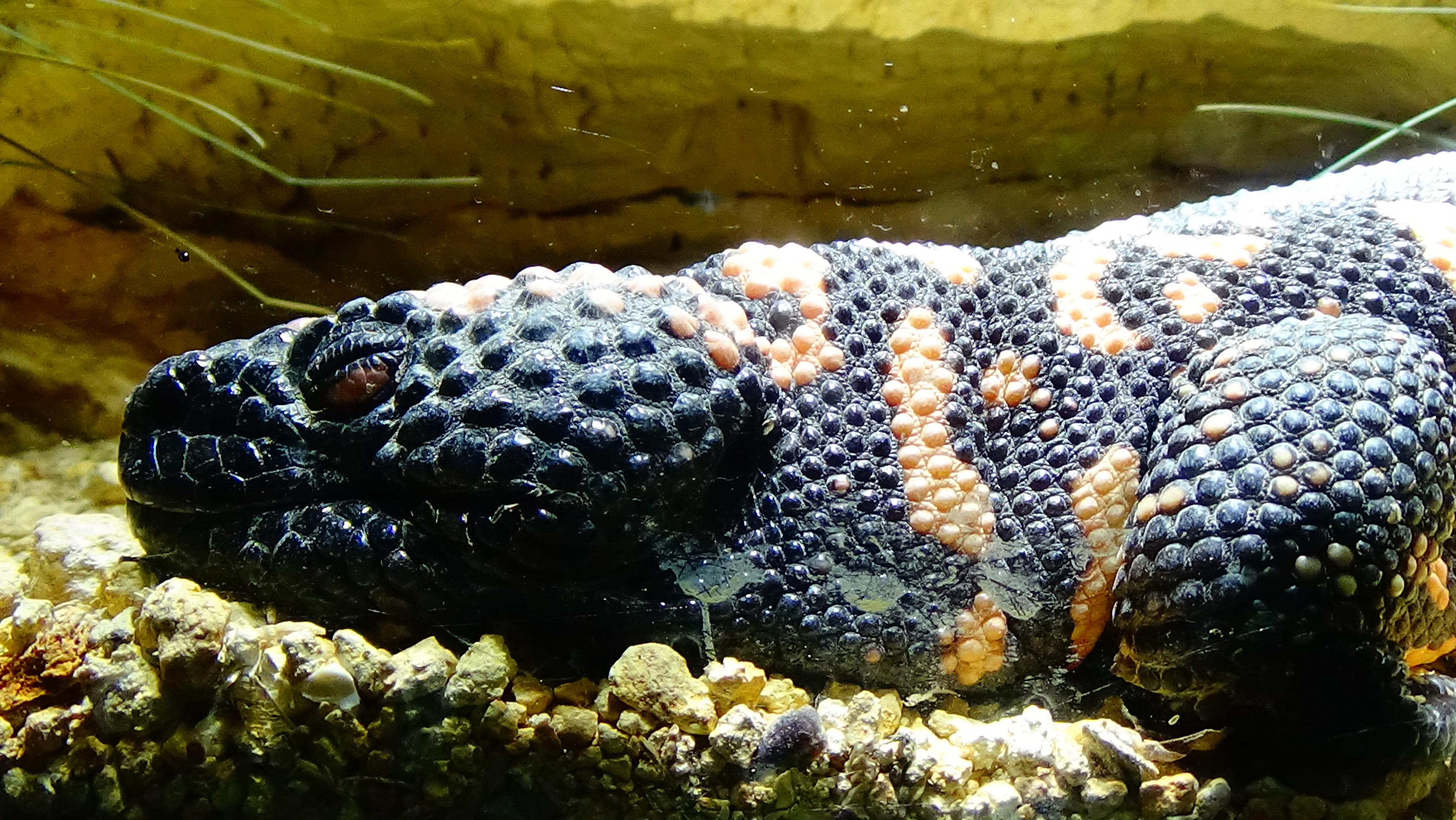
Heloderma suspectum à la ménagerie du Jardin des plantes de Paris.

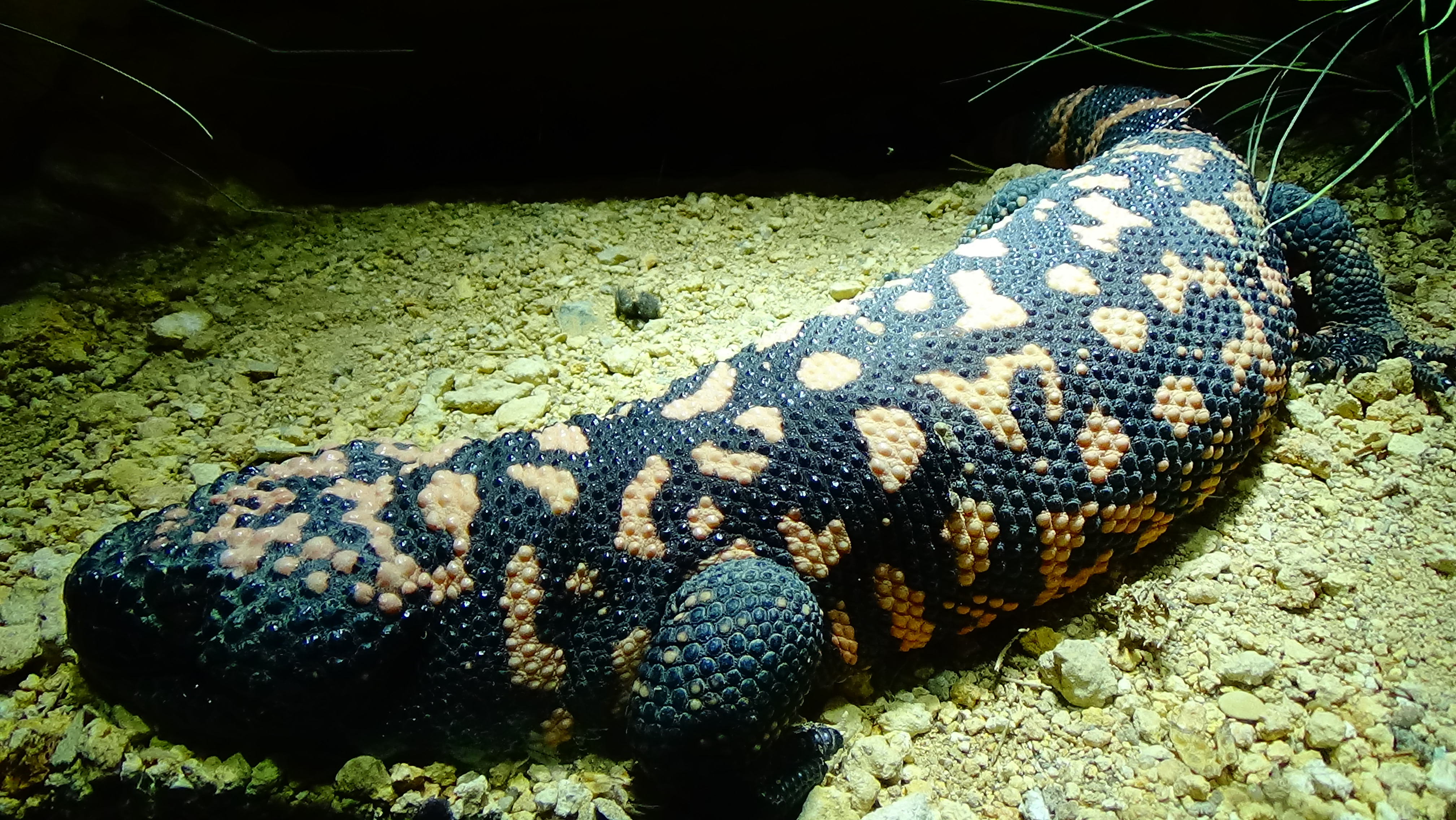
Heloderma suspectum à la ménagerie du Jardin des plantes de Paris.

Cette espèce produit du venin, bien qu'elle soit moins venimeuse que son cousin le lézard perlé (Heloderma horridum). La morsure du monstre de Gila n'est normalement pas mortelle pour l'homme, mais il est difficile de lui faire lâcher prise quand il a mordu, ses dents étant légèrement recourbées vers l'arrière. En cas de morsure, il ne faut surtout pas verser d'alcool sur la plaie car le mélange avec son venin devient mortel.

### Production du venin
Le monstre de Gila produit son venin dans des glandes salivaires modifiées situées dans la mâchoire inférieure − contrairement aux serpents dont le venin vient de la mâchoire supérieure. Il ne possède aucun mécanisme permettant d'injecter ce venin et ce dernier est envoyé sur les dents par la mastication et passe à sa victime lors d'une morsure par simple capillarité. Certaines observations montrent que cette espèce se retourne lors d'une morsure, probablement pour faciliter l'écoulement du venin dans la plaie. Les dents sont faiblement attachées et peuvent tomber facilement, mais elles sont remplacées par de nouvelles tout au long de la vie de l'animal. Les proies du Monstre de Gila étant de petits animaux ne pouvant se défendre, son venin est supposé avoir évolué pour la défense plutôt que pour la chasse, ce que corrobore la coloration d'avertissement.

### Toxicité
Bien que son venin soit un neurotoxique aussi puissant que celui du serpent corail, cette espèce en produit peu. La morsure d'un Monstre de Gila est habituellement non fatale à un homme adulte, aucun décès à la suite d'une morsure n'a été confirmé entre 1939 et 2024, et ceux qui ont précédé sont douteux de par les traitements rudimentaires appliqués aux victimes. Le 16 février 2024 dans le Colorado, un homme décède des suites d'une morsure, dont une autopsie confirmera par la suite qu'elle était bien la cause de la mort.  
Le Monstre de Gila peut mordre rapidement − en particulier grâce à une rotation rapide de la tête − et maintient avec vigueur sa morsure douloureuse. En cas de morsure la victime peut être amenée à plonger ce lézard dans l'eau pour le forcer à lâcher tant il est tenace. Les symptômes d'une morsure incluent une forte douleur, un œdème et une faiblesse associée à une rapide baisse de la pression sanguine.

### Molécules liées au venin
Plus d'une douzaine de peptides et protéines ont été isolées à partir du venin du Monstre de Gila, incluant hyaluronidase, sérotonine et phospholipase ainsi que plusieurs kallicréines comme les glycoprotéines, responsables de la douleur et de l'œdème liés au venin.
En 2005 la Food and Drug Administration (États-Unis) a approuvé un médicament (commercialisé depuis 2005) contre le diabète de type 2 basé sur l'exénatide-4 dérivé de la salive du Monstre de Gila,, cette protéine étant proche d'une hormone humaine servant à réguler l'insuline et le glucagon, et réduit de plus l'appétit, contribuant à une perte de poids.
D'autres composés présents dans la salive de cette espèce sont à l'étude. L'un d'entre eux agit sur la mémoire et pourrait fournir des médicaments susceptibles d'aider les patients souffrant de la maladie d'Alzheimer, de schizophrénie ou de TDA.

## Liste des sous-espèces
Selon The Reptile Database (9 août 2013) :
- Heloderma suspectum cinctum Bogert & Martín del Campo, 1956
- Heloderma suspectum suspectum Cope, 1869

## Protection
Le monstre de Gila est une espèce considérée comme quasi menacée par l'UICN et elle est protégée par la loi de l'État de l'Arizona.
Il apparaît dans l'Appendix II de CITES.

## Étymologie
Le nom de Monstre de Gila est une référence à la rivière Gila, qui traverse en particulier l'Arizona. L'épithète spécifique, suspectum, a été donné par Cope car, lors de sa découverte en 1869, celui-ci suspectait seulement qu'il soit venimeux. Le nom de ce genre, Heloderma vient du grec hêlos, la tête d'un clou, et du latin derma, la peau, et signifie « à la peau cloutée » en référence aux écailles particulières de cet animal.

## Publications originales
- Bogert & Martín del Campo, 1956 : The gila monster and its allies. Bulletin of the American Museum of Natural History, vol. 109, n. 1, p. 1-238 (texte intégral).
- Cope, 1869 : Protocol of the March 9, 1869 meeting. Proceedings of the Academy of Natural Sciences of Philadelphia, vol. 21, p. 5 (texte intégral).